# Jobs to Be Done
Jobs to Be Done (JTBD, работа для выполнения) — методология, используемая в разработке программных продуктов и в разработке дизайна цифровых продуктов. Позволяет разрабатывать и запускать продукты, которые пользователи «нанимают», чтобы выполнить какую-либо работу вместо себя.

## История и принцип работы
Сам метод начал использоваться еще в 90-е компанией Intercom, но еще не назывался термином Jobs to Be Done.
Но основоположником считается американский ученый Клейтон Кристенсен, который смог сформулировать ценности подхода. Кристенсен же был основным популяризатором метода до своей смерти. Он настоял на том, что метод персон больше неэффективен в разработке как цифровых, так и физических продуктов. По теории Кристенсена, разрабатывая новый товар, услугу, интерфейс или программное обеспечение, в меньшей степени важны характеристики пользователя, а в большей те обстоятельства, в которых будет использоваться продукт. "Обстоятельства, в которых потребитель «нанимает» продукт более важны, чем портрет потребителя, свойства продукта или тренды.
В 2007 году Кристенсен объяснил принцип Jobs To Be Done на примере продаж молочных коктейлей в сети McDonald’s. Согласно исследованию самой компании, потребители покупают молочный коктейль не из-за предпочтений, социально-демографических характеристик, или трендов — они «нанимают» коктейль, чтобы выполнить определенную работу в определенных обстоятельствах. Потребитель, в основном это мужчина 20-50 лет, покупает коктейль, чтобы выпить его по дороге на работу. Потребителю важно, чтобы этот продукт был достаточно сытным, не заканчивался 30 минут, в которые в среднем человек едет на работу, не вываливался бы из упаковки, и был бы достаточно удобным для употребления за рулем. Описание этих обстоятельств и есть работа, которую для потребителя проделывает продукт. Компания сделала сами коктейли гуще, и представила возможность покупать их не заходя в заведение — и продажи коктейлей выросли.

## Методологические теории
Существуют два направления подхода Jobs to Be Done:
- Работа как прогресс или результат (Jobs-As-Progress) — продукт позволяет пользователю эволюционировать, упростив свое участие. Или вовсе полностью делегировать работу предлагаемому решению. Авторы этого направления Клейтон Кристенсен, Алан Клемент, Карен Диллон.
- Работа как активность (Jobs-As-Activities) — потребитель вовлечен в работу, но хочет чтобы ее выполнение доставляло больше удовольствия, экономило время, было более технологичным. Автор теории Тони Ульвик[5].

## Использование методологии
Jobs To Be Done используют Amazon, Uber, Airbnb, Twitter, LinkedIn, Tilda и многие другие цифровые компании. Подход используется в заказной разработке ПО, сайтов и приложений. А также есть примеры использования в консервативном бизнесе, например производство алкогольных ликеров для коктейлей.